# Adelaide II di Quedlinburg
Adelaide II, in tedesco Adelheid, (1045 – 11 gennaio 1096) membro della dinastia salica, fu badessa di Gandersheim dal 1061 e badessa di Quedlinburg dal 1063 fino alla sua morte.

## Biografia
Adelaide nacque tra settembre/ottobre del 1045, probabilmente nel palazzo imperiale di Goslar. Era la prima figlia del re Enrico III di Germania (1016-1056), frutto del suo secondo matrimonio con la principessa francese Agnese di Poitou (1025-1077 circa), una figlia del duca Guglielmo V d'Aquitania. Enrico aveva sperato invano di avere un erede maschio da far salire sul trono; irrequieta, la coppia reale si diressero l'anno successivo a Roma per la loro incoronazione da parte del papa Clemente II. Solo nel 1050 nacque un figlio, Enrico, con grande sollievo dei suoi genitori. Enrico III morì nel 1056, lasciando il figlio minore e i suoi fratelli sotto la reggenza dell'imperatrice vedova.
Dal primo matrimonio di Enrico con la principessa Gunilde di Danimarca, Adelaide ebbe una sorellastra maggiore, Beatrice (1037-1061), a cui succedette nei suoi uffici: nel 1061, fu eletta badessa dopo Beatrice nell'abbazia imperiale di Gandersheim. Due anni dopo Adelaide le succedette come principessa-badessa di Quedlinburg; forse fu consacrata nella cattedrale di Goslar nella Pentecoste del 1063, assistendo alla violenta controversia sulla precedenza. Governò entrambe le abbazie come Adelaide II. 

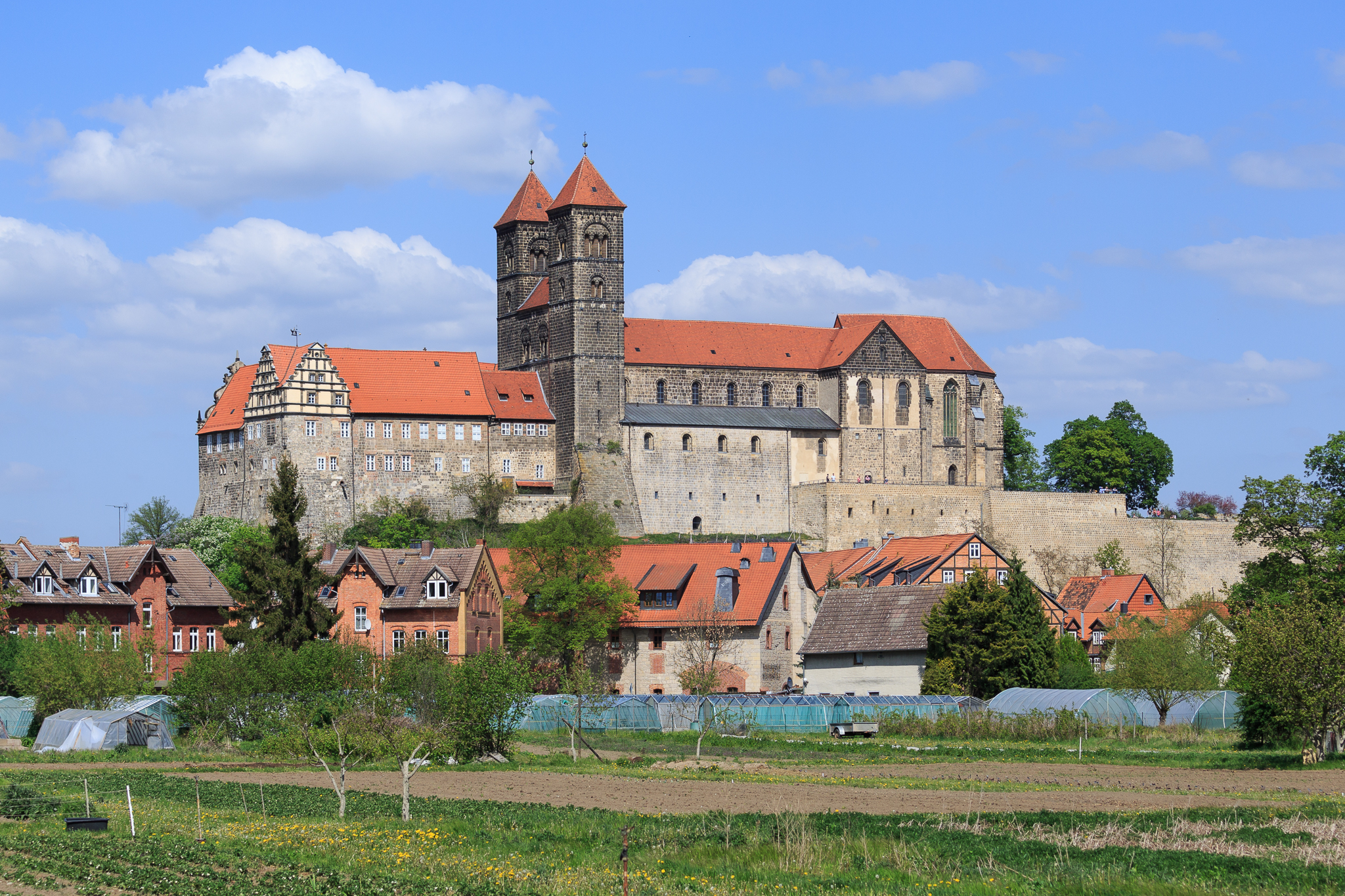
Abbazia di Quedlinburg

A Gandersheim, la nomina di Beatrice nel 1043, che all'epoca aveva sette anni, da parte del re Enrico III aveva causato problemi con le canonichesse che insistevano sulla loro autonomia e sul loro diritto ad eleggere la badessa. La causa fu accettata da papa Stefano IX, il quale decise che alcuni feudi di Gandersheim non dovevano essere affittati dalla badessa; tuttavia, il conflitto divampò di nuovo durante l'incarico di Adelaide. Secondo il cronista medievale Lamberto di Hersfeld, la Collegiata di San Servazio di Quedlinburg fu distrutta da un incendio nel 1070 e dovette essere ricostruita. Allo stesso modo, un grande incendio scoppiò a Gandersheim nel 1081 e distrusse l'abbazia, che dovette essere ricostruita dalle fondamenta. Nel 1071 Adelaide era presente alla consacrazione della cattedrale di Halberstadt da parte del vescovo Burcardo II.
Come la sua sorellastra e sua predecessore, rimase un affidabile supporto del dominio salico e sostenne suo fratello Enrico IV per tutta la lunga lotta per le investiture contro papa Gregorio VII e nella ribellione sassone dal 1073 in poi; Bruno il Sassone, avverso a Enrico IV, accusò questo di aver fatto stuprare sua sorella dai suoi uomini. Nel 1088 il fratello di Adelaide usò l'abbazia di Quedlinburg per un processo contro il margravio ribelle Egberto II di Meißen, che aveva fallito un assedio al convento; secondo gli scritti di Bernoldo di Constanza, anch'egli avverso ad Enrico, Adelaide fu anche coinvolta nell'assassinio di Egberto due anni dopo.
Adelaide morì l'11 gennaio 1096 nell'abbazia di Quedlinburg, dove fu sepolta nella chiesa collegiata insieme ai suoi predecessori Adelaide I e Beatrice. Sua nipote Agnese, figlia di sua sorella Giuditta di Svevia, le succedette come badessa di Gandersheim e Quedlinburg nel 1110/11.

## Ascendenza
|                            |                           |                                | Genitori                   |  |  | Nonni |  |  | Bisnonni        |  |  | Trisnonni            |  |
|                            |                           |                                |                            |  |  |       |  |  | Enrico di Spira |  |  | Ottone I di Carinzia |  |
|                            |                           |                                |                            |  |  |       |  |  | Enrico di Spira |  |  | Ottone I di Carinzia |  |
|                            |                           | Giuditta di Carinzia           |                            |  |  |       |  |  | Enrico di Spira |  |  |                      |  |
| Corrado II il Salico       |                           |                                |                            |  |  |       |  |  | Enrico di Spira |  |  |                      |  |
|                            |                           | Adelaide di Metz               | Richard di Metz, probabile |  |  |       |  |  |                 |  |  |                      |  |
|                            |                           | Adelaide di Metz               | Richard di Metz, probabile |  |  |       |  |  |                 |  |  |                      |  |
|                            |                           | Adelaide di Metz               | Bertha di Metz, probabile  |  |  |       |  |  |                 |  |  |                      |  |
| Enrico III il Nero         |                           | Adelaide di Metz               |                            |  |  |       |  |  |                 |  |  |                      |  |
|                            |                           | Ermanno II di Svevia           | Corrado I di Svevia        |  |  |       |  |  |                 |  |  |                      |  |
|                            |                           | Ermanno II di Svevia           | Corrado I di Svevia        |  |  |       |  |  |                 |  |  |                      |  |
|                            |                           | Ermanno II di Svevia           | Richlind di Sassonia       |  |  |       |  |  |                 |  |  |                      |  |
| Gisella di Svevia          |                           | Ermanno II di Svevia           |                            |  |  |       |  |  |                 |  |  |                      |  |
|                            |                           | Gerberga di Borgogna           | Corrado III di Borgogna    |  |  |       |  |  |                 |  |  |                      |  |
|                            |                           | Gerberga di Borgogna           | Corrado III di Borgogna    |  |  |       |  |  |                 |  |  |                      |  |
|                            |                           | Gerberga di Borgogna           | Matilde di Francia         |  |  |       |  |  |                 |  |  |                      |  |
| Adelaide II di Quedlinburg |                           | Gerberga di Borgogna           |                            |  |  |       |  |  |                 |  |  |                      |  |
|                            | Guglielmo IV di Aquitania | Guglielmo III di Aquitania     |                            |  |  |       |  |  |                 |  |  |                      |  |
|                            | Guglielmo IV di Aquitania | Guglielmo III di Aquitania     |                            |  |  |       |  |  |                 |  |  |                      |  |
|                            | Guglielmo IV di Aquitania | Gerloc                         |                            |  |  |       |  |  |                 |  |  |                      |  |
| Guglielmo V di Aquitania   | Guglielmo IV di Aquitania |                                |                            |  |  |       |  |  |                 |  |  |                      |  |
|                            |                           | Emma di Blois                  | Tebaldo I di Blois         |  |  |       |  |  |                 |  |  |                      |  |
|                            |                           | Emma di Blois                  | Tebaldo I di Blois         |  |  |       |  |  |                 |  |  |                      |  |
|                            |                           | Emma di Blois                  | Liutgarda di Vermandois    |  |  |       |  |  |                 |  |  |                      |  |
| Agnese di Poitou           |                           | Emma di Blois                  |                            |  |  |       |  |  |                 |  |  |                      |  |
|                            |                           | Ottone I Guglielmo di Borgogna | Adalberto II d'Ivrea       |  |  |       |  |  |                 |  |  |                      |  |
|                            |                           | Ottone I Guglielmo di Borgogna | Adalberto II d'Ivrea       |  |  |       |  |  |                 |  |  |                      |  |
|                            |                           | Ottone I Guglielmo di Borgogna | Gerberga di Mâcon          |  |  |       |  |  |                 |  |  |                      |  |
| Agnese di Borgogna         |                           | Ottone I Guglielmo di Borgogna |                            |  |  |       |  |  |                 |  |  |                      |  |
|                            |                           | Ermentrude di Roucy            | Renaud di Rheims e Roucy   |  |  |       |  |  |                 |  |  |                      |  |
|                            |                           | Ermentrude di Roucy            | Renaud di Rheims e Roucy   |  |  |       |  |  |                 |  |  |                      |  |
|                            |                           | Ermentrude di Roucy            | Albérade di Hennegau       |  |  |       |  |  |                 |  |  |                      |  |
|                            |                           | Ermentrude di Roucy            |                            |  |  |       |  |  |                 |  |  |                      |  |